# Josep Lluís Martín Cela
Josep Lluís Martín Cela (Barcelona, 1952) és un guàrdia urbà català. Des del 1999 treballa com a sotsinspector de la Guàrdia Urbana de Sant Martí. Està casat i té tres fills. Va cursar estudis de formació professional en la branca de delineant-electricista a l'institut Mare de Déu de la Mercè, però mai no va arribar a exercir aquesta professió. El 1975, mentre feia el servei militar, va sol·licitar l'ingrés a l'Acadèmia de la Guàrdia Urbana, incorporant-se a la Unitat de Trànsit el 1976, de la qual va demanar més tard el trasllat a la Central de Ràdio de la Prefectura de la Guàrdia Urbana.
A principis dels anys vuitanta va ingressar a la Unitat Territorial (UT) de l'Eixample, on va romandre onze anys, i va ascendir a caporal, sergent i finalment a sotsoficial. A continuació es va traslladar a la UT de Sarrià - Sant Gervasi, i més tard a la UT d'Horta-Guinardó, en la qual col·laborà en el control de l'Àrea Olímpica de la Vall d'Hebron. Ja en la UT de Sant Martí —amb un parèntesi d'un any a la UT de Nou Barris—, ha desenvolupat un vincle molt directe amb el teixit social i associatiu del districte. Aquesta estreta col·laboració com a representant del servei de policia comunitària es concreta en reunions periòdiques amb les diferents entitats i en la coordinació conjunta d'actes com les cavalcades de Reis, les festes majors, proves esportives i grans esdeveniments culturals com el Fòrum.
Ha contribuït, amb tots els seus companys de la Guàrdia Urbana de Sant Martí, a fer de la policia comunitària del districte un model d'eficiència, raó per la qual el 2005 va rebre la Medalla d'Honor de Barcelona.